# Parroquia de San Pedro (Atzompa)
La Parroquia de San Pedro Apóstol es una iglesia de visita dedicada al apóstol San Pedro, ubicada en el centro de la comunidad de Atzompa, Tecámac. Funciona ahora como parroquia.

## Historia
No se tienen muchos datos de la construcción del templo. Fue fundada por Frailes Agustinos en el siglo XVII. 
Funcionaba como capilla perteneciente a la Parroquia de la Santa Cruz, en Tecámac. Posteriormente, se elige la Parroquia de San María Ozumbilla, y pasa a ser capilla de esta.l
No fue hasta el año 1984, cuando es erigida como Parroquia, colocando como santo patrono al Apóstol San Pedro.

## Fiesta Patronal
La fiesta del Santo Patrono se celebra cada 29 de junio en honor a San Pedro, aunque también se celebra cada 6 de enero la fiesta de los Santos Reyes, debido a tradiciones antiguas.

## Extensión
La Parroquia de San Pedro Apóstol abarca toda la población de Atzompa, así como Lomas de San Pedro y Colonia La Lupita. La Comunidad Parroquial está dividida en 13 sectores parroquiales para dar mejor precisión en la ubicación de algunos puntos.

## Capillas
Dentro de la comunidad Parroquial, hay 2 capillas en las que se celebra la santa misa. 

### Capilla del Señor de la Misericordia
Está ubicada en la Calle 20 de Noviembre de la comunidad de San Pedro Atzompa. Su construcción inició en la década de los 90´s, promodida por el primer Párroco de la comunidad.
El santo patrono de la capilla es Jesús, en su advocación de la Divina Misericordia. Su fiesta patronal es el Segundo domingo de Pascua (dentro del calendario litúrgico de la iglesia católica). 

### Cronología de Párrocos
| Párroco                           | Periodo   |
| --------------------------------- | --------- |
| Salvador Navarro Vidaurri         | 1984-2000 |
| Salvador Quevedo                  | 2000-2006 |
| Efrén Torres Olvéra               | 2006-2013 |
| Francisco Javiér Rodríguez Cuevas | 2013-2019 |

- Datos: Q6063730
- Multimedia: Parish of Saint Peter, San Pedro Atzompa, Tecámac, Mexico State, Mexico / Q6063730